# Алексеев, Николай Михайлович
Никола́й Миха́йлович Алексе́ев, в литературе также называемый Сыромя́нский, Сыромятников (1813, Никольское, Городищенский уезд, Пензенская губерния — 30 мая [11 июня] 1880, Ярославль) — русский живописец, представитель романтического академизма, ближайший ученик и зять Александра Ступина; портретист и церковный декоратор, также работал как мозаичист. Академик Императорской Академии художеств (с 1839; ассоциированный член — «назначенный» с 1836).

## Биография
Николай Алексеев родился в 1813 году в селе Никольском Пензенской губернии в купеческой семье. Свое художественное образование он начал в школе Александра Васильевича Ступина в Арзамасе, где научился рисованию и живописи и откуда поступил в Императорскую Академию художеств, где и получил звание художника. 
Вернувшись в Арзамас, Алексеев сделался помощником Ступина по школе и женился на его дочери. в 1839 году за исполнение задания ИАХ: «произвести в естественную величину группу из четырех или пяти поколенных фигур, изображающих академика Ступина, окруженного учениками и рассматривающего работы одного из них» Алексеев получил звание академика (написав полотно «Ступин, окруженный учениками»). При школе Ступина Алексеев завел натурный класс, сам учил в нем писать с натуры и рисовать «с гипсов» и преподавал, кроме того, историю. 
В то же время он писал по заказам много портретов, выполняя их с большим сходством, очень колоритно, а также и других произведений, как, например: иконостас в Нижегородский ярмарочный собор, иконостас в Пензенский собор, стенопись из 16 изображений в монастырь в Ломове, иконостас для храма в городе Уральске, иконостас и стенопись в церкви Святого Духа в Арзамасе, в Саровскую пустынь — портреты преосвященных: Арсения (Москвина) и Иоанна (Доброзракова). Наконец, живя в Арзамасе, Алексеев написал несколько миниатюрных портретов на слоновой кости акварелью. 
После пожара в доме Ступина, причиной которого стал поджог «злонамеренных людей», потеряв жену, Алексеев переехал в Санкт-Петербург и написал: в собор всех учебных заведений — образ Святого Николая; по заказу Департамента военных поселений — иконостас в казарменную церковь в город Псков; в церковь образцового полка (в Павловске) — Снятие со креста, Воскресение, Успение и взятие Пресвятой Девы на небо. 
Определившись в комиссию по постройке Исаакиевского собора, Алексеев написал картины в аттике и на стенах: «Переход израильтян через Чермное море» (ок. 10 метров в длину и юолее трёх в ширину), «Поражение первородных в Египте», «Хождение по водам Христа», «Брак в Кане Галилейской», «Исцеление десяти прокаженных», «Исцеление слепого», «Покаяние грешницы» и «Исцеление расслабленного». 
По оценке писателя и историка П. Н. Петрова (в персоналии «Русского биографического словаря», 1900):
«Композиции Алексеева производят хорошее впечатление удачным расположением групп и силой светотени. Искусство группировать фигуры, особенно в портретах, составляло характерное отличие художника, сообщавшего много живости и движения изображаемым лицам. Поэтому Алексеев считался в брюлловское время одним из лучших портретистов».
Алексеевым, среди прочих, были написаны портреты: императоров Николая I и Александра II, семей Горностаева и Прево, коммерции советника Жадимировского, купцов Доброхотова и Щепетилова, а также жены купца Сокова. 
По освящении Исаакиевского собора Алексеев занялся мозаичными работами в Императорском мозаическом заведении. Мозаические произведения его можно отличить с первого взгляда по живости и сочности колорита. Для Исаакиевского собора Алексеевым исполнены следующие мозаичные образа: «Святого Исаакия Далматского», «Святого апостола Павла», фигуры трех иерархов в фамильном образе «Всех святых» над царскими вратами, «Архистратига Михаила» и «Святого Сергия Радонежского». 
1 апреля 1873 года Алексеев был уволен от службы с пенсией.
Николай Михайлович Алексеев умер 30 мая (11 июня) 1880 года в городе Ярославле.

## Галерея
- «Автопортрет» (1830-е)
- «Автопортрет» (1845)
- «Брак в Кане Галилейской»
- «Пушкин и Гоголь»
- «Художники» (1830-е)
- «Похищение купеческой жены Груни Егором Башлыковым»
- А. О. Смирнова-Россет
- «Алеко» (1859 год)
- «Деревенский парень. Портрет сына художника»
- «Гончаров Д. Н.»
- «И. И. Панаев»
- «Диана на охоте» (1846)